# Żaba Michigan
Żaba Michigan (ang. Michigan J. Frog) jest postacią animowaną, fikcyjnym bohaterem, który zadebiutował w kreskówce Looney Tunes pod tytułem One Froggy Evening (31 grudnia 1955), do której scenariusz napisał Michael Maltese i reżyserią której zajął się Chuck Jones. W kreskówce tej Michigan jest uroczą żabą noszącą kapelusz i laskę. Śpiewa chwytliwe piosenki z przełomu XIX i XX wieku, jednocześnie tańcząc i wykonując akrobacje. Żaba ta wystąpiła także w późniejszej kreskówce zatytułowanej Another Froggy Evening, która ujrzała światło dzienne 6 października 1995.

## Historia
Jego imię pochodzi od nazwy piosenki "The Michigan Rag" (oryginał napisany przez Jonesa, Maltese i reżysera muzycznego Milta Franklyna), który śpiewa w kreskówce. W wydaniu z jednej z wersji DVD special, Jones informuje że wpadł na pomysł imienia "Michigan Frog" w latach 70. i został zainspirowany  aby dodać środkowe "J." podczas wywiadu z pisarzem Jayem Cocksem.
Fabułą obu części jest ogromny talent żaby Michigan odkrywany przez szczęśliwego znalazcę, który snuje wizje zarobku na tym niezwykłym płazie. Osoba ta inwestuje cały swój czas, pieniądze i nierzadko zdrowie, aby nie zaprzepaścić tej okazji. Niestety zbyt późno łapie się na tym iż żaba będzie występowała dla niej i to tylko na osobności. Na oczach innych Michigan jest zwykłą rechoczącą ropuchą. Robotnik, który znalazł żabę w kamieniu rozbieranego budynku z 1892 roku wkłada głównego bohatera z powrotem do pudełka i umieszcza w kapsule czasu nowo budowanego drapacza chmur. W 2056 roku podczas rozbiórki tej już przestarzałej budowli za pomocą laserów kolejna postać (tym razem w nowoczesnym skafandrze) odnajduje naszą żabę i historia zaczyna się od nowa.
Michigan występował także w epizodach Przygody Animków,  Animaniacy, Sylwester i Tweety na tropie, jako mistrz ceremonii talentów w Kaczor Dodgers, Will i Dewitt (prawie identyczny do oryginału lecz koloru różowego zamiast zielonego i z nieco innym kapeluszem) i jako statua w Looney Tunes: Maluchy w pieluchach. Postać wystąpiła także w filmie animowanym z 1996 roku Kosmiczny mecz w tłumie oraz w Kto wrobił królika Rogera? w studiu the Maroon Cartoons, w 2003 r. Looney Tunes znowu w akcji podczas scen w kafejce. W Przygodach Animków Michigan był częstym "gościem" w domu Elmirki Duff.
Tożsamość artysty podkładającego głos w oryginale jest owiana tajemnicą. Z pewnością nie był to pierwszy głos Warnera Mel Blanc. Niektórzy identyfikują go jako Terrenca Moncka. Kompilacja z 1998 roku Warner Bros. 75 Years of Film Music identyfikuje go jako Richarda Beaversa. Natomiast Looney Tunes Golden Collection wskazuje go jako Billa Robertsa, artysty nocnych klubów z Los Angeles z lat 50., podłożył on wcześniej głos w kreskówce wytwórni MGM Tex Avery przedstawia Miłosne pochody. Informacja z IMDb.com potwierdza informacje z DVD i dodaje kilka szczegółów.
W Another Froggy Evening, głos podłożył Jeff McCarthy.

## Lata z WB
Żaba Michigan ponownie z głosem McCarthiego była oficjalną maskotką telewizji The WB Television Network od jej powstania w 1995 do 2005. Pierwsza noc nadawania 11 stycznia 1995 roku zaczęła się od Królika Bugsa zastanawiającego się kto powinien nacisnąć przycisk zaczynający nadawanie telewizji, Kaczor Duffy twierdził, że to on powinien to zrobić, podczas gdy Królik Bugs rozmyślał. Wtedy kamera najechała na Chuck Jonesa rysującego żabę na sztaludze. Gdy Jones skończył swoje dzieło, żaba zeskoczyła ze sztalugi formalnie uruchamiając telewizję WB.
Michigan zwyczajowo występował przed rozpoczęciem programów informując widza o rankingu TV. Przykładowo przed Buffy: Postrach wampirów żaba śpiewała krótki monolog sugerując że dzieci powinny pójść spać, co oznaczało, że rozpoczynający się program jest dla widzów dorosłych.
22 lipca 2005, "śmierć" żaby została ogłoszona przez radnego telewizji Warner Bros Gartha Anciera podczas jesiennej prezentacji czołówki lakonicznym stwierdzeniem "Żaba zmarła i została pochowana. Redaktor naczelny telewizji WB David Janollari, poinformował, że "Michigan był symbolem młodego pokolenia telewizji. To nie jest obraz jaki chcemy teraz przedstawiać naszej publiczności."
Zostały opublikowane różne humorystyczne nekrologi ze szczegółami życia i śmieci maskotki. Podawane były daty 31 grudnia 1955 – 22 lipca 2006. Mimo ogłoszenia Anciera żaba wciąż występowała u partnerów WB w logach i spotach telewizyjnych, jak np. KWBF w Little Rock, Arkansas (ich wczesnym sloganem była "Żaba"; "F" w KWBF jest najpewniej od "Żaba" (Frog), w 2006, także WBRL w Baton Rouge, Louisiana. Również WMJF, studencka stacja telewizyjna w Uniwersytecie Towson na przedmieściach Baltimore, Maryland, wciąż używa tych samych liter (WMJF -Michigan J. Frog) od kiedy stacja została partnerem WB. Do dziś dnia, neon żaby Michigan oświetla fasadę byłego partnera WB WBNX-TV w Cuyahoga Falls, Ohio – zdjęcie.
Gdy stacja WB kończyła nadawanie 17 września 2006, biała sylwetka maskotki pojawiła się na koniec programu. Gdy program zakończył się słowami "Dziękujemy" żaba zdjęła kapelusz i kłaniała się publiczności.

## Wykonywane piosenki
- I'm Just Wild About Harry
- The Michigan Rag
- Hello! Ma Baby
- Come Back to Erin

## Inne źródła
Comics Buyer's Guide #1614 (March 2006; Page 38)